# Bonvillet
Bonvillet là một xã nằm ở tỉnh Vosges trong vùng Grand Est của Pháp. Xã này có diện tích 10,09 kilômét vuông, dân số năm 1999 là 372 người. Xã này nằm ở khu vực có độ cao trung bình 290 m trên mực nước biển.

## Bien dong dan so
| 1962                                         | 1968 | 1975 | 1982 | 1990 | 1999 |
| -------------------------------------------- | ---- | ---- | ---- | ---- | ---- |
| 286                                          | 290  | 340  | 377  | 430  | 372  |
| Số liệu từ năm 1962: Dân số không tính trùng |      |      |      |      |      |